# Feťák (kniha)
Feťák  (v originále Junkie) je autobiografický román amerického spisovatele Williama S. Burroughse. Poprvé byl vydán v roce 1953 a je to vůbec první kniha, kterou Burroughs publikoval. Knihu Burroughs vydal pod pseudonymem William Lee.
Příběh zobrazuje Burroughse a jeho závislost na alkoholu, heroinu, morfiu a dalších drogách. Jedná se o autobiografické dílo, které popisuje prakticky jen autorův vztah k drogám, jejich účinky, pocity závislosti a příhody spojené s honbou za dávkou drog. Burroughs se snaží přiblížit feťácké prostředí, feťáckou společnost a popisuje, proč je tak těžké se závislostí skončit.
V závěru knihy autor naznačuje, že se vydá do Brazílie hledat psychotropní drogu "yage", o které se zmiňuje svému příteli Allanu Ginsbergovi ve svých dopisech.
Styl autora, použitý při tvorbě této knihy, může trochu připomínat formu pozdějšího amerického autora, jenž bývá někdy přiřazován k Beat generation - Charlese Bukowského, není však tak vulgární.